# Liste der Naturdenkmale in Stadtkyll
Die Liste der Naturdenkmale in Stadtkyll nennt die im Gemeindegebiet von Stadtkyll ausgewiesenen Naturdenkmale (Stand 4. Juni 2024).

## Naturdenkmale
| Nr.         | Bezeichnung                               | Lage                                                      | Beschreibung                                                                        | Bild                                    |
| ----------- | ----------------------------------------- | --------------------------------------------------------- | ----------------------------------------------------------------------------------- | --------------------------------------- |
| ND-7233-014 | Standort der breitblättrigen Glockenblume | Stadtkyll, östlich des Ortes; Flur Benzerseit Lage        | Bestand von Campanula latifolia; flächenhaftes Naturdenkmal; teilweise zu Jünkerath | Direkt Bild zu diesem Denkmal hochladen |
| ND-7233-136 | Schönfelder Heide                         | Schönfeld, westlich des Ortes; Flur Aufm Büngertchen Lage | Heidefläche; flächenhaftes Naturdenkmal, ca. 2,5 ha                                 | Fotos hochladen                         |